# Yukarıdamlalı, Kumru
Yukarıdamlalı là một xã thuộc huyện Kumru, tỉnh Ordu, Thổ Nhĩ Kỳ. Dân số thời điểm năm 2010 là 2.396 người.